# Ferryland
Ferryland ist eine Gemeinde (Town) auf der zur kanadischen Provinz Neufundland und Labrador gehörenden Insel Neufundland. Der Ort liegt im Südosten der Halbinsel Avalon, etwa 65 Kilometer südlich von St. John’s.

## Name
Von portugiesischen Fischern wurde Ferryland Farilhao und von Franzosen Forillon („außerhalb des Festlands“) genannt. Dies wurde später zum heutigen Namen Ferryland anglisiert. Andere Wissenschaftler vermuten, der Name sei eine Verballhornung des Namens Veralum, wie die englische Stadt St Albans früher hieß. Dies sollte nicht mit dem Forillon-Nationalpark in Québec verwechselt werden, der noch immer den französischen Namen trägt.

## Geschichte
Ferryland wurde im späten 16. Jahrhundert als eine Station für Fischer eingerichtet, wurde aber früher von Franzosen (ab 1504), Spaniern und Portugiesen benutzt. Diese Fischer kamen im Sommer von der Ostküste an die Südküste, weil hier die Fangsaison bereits einen Monat früher begann. In den 1550er Jahren war die Ansiedlung einer der wichtigsten Fischhäfen in Neufundland und von Sir Walter Raleigh anerkannt.
Das Land wurde im ersten Jahrzehnt des 17. Jahrhunderts von der London and Bristol Company vermietet; die Umgebung wurde zur Lokation einer Anzahl von kurzlebigen Siedlungen wie Cuper's Cove, Bristol's Hope und Renews und der Kolonie von Südfalkland hinzugefügt. Im Jahre 1620 oder 1621 wurde das Territorium an George Calvert, 1. Baron Baltimore übergeben, der den Besitz von William Vaughan übernommen hatte und mit der Zeit über 40.000 Pfund investierte. Vaughan hatte 1617 die ersten Siedler nach Ferryland gebracht, die Waliser verließen die Siedlung aber bereits zwei Jahre später wieder.
Calvert gab den Kapitänen Wynne und Powell den Auftrag, die Siedlung zu besuchen und ihm von den Fortschritten zu berichten, worauf Wynne mehrere Gebäude (eine Straße bildend), einen Schutzwall zum Meer hin, einen Gemeinschaftsraum, eine Schmiede, eine Werft, ein Brauhaus und eine Verteidigungsanlage beschrieb. Dinge wie Weizen, Gerste, Hafer, Bohnen, Erbsen, Kohl, Möhren und Grünkohl wurden angepflanzt, nachdem einiges Land gerodet worden war. Diese Kolonie wurde die erste dauerhaft überlebende Siedlung in Neufundland und wuchs auf eine Bevölkerung von 100 (1625). 1622 wurde Calverts Konzession durch ein königliches Lehen bestätigt und erweitert; die Provinz Avalon mit Ferryland als Hauptort wurde eingerichtet.
1627 kam Sir George Calvert mit seiner Familie nach Ferryland, weil er merkte, dass der Aufbau der Kolonie nicht gut lief. Er schrieb regelmäßig Briefe an König Charles I., unter anderem beklagte er sich über Überfälle durch französische Soldaten und bat um Schutz durch britische Schiffe. Als Lady Baltimore sich 1629 aus Rücksicht auf ihre Gesundheit entschied, Ferryland zu verlassen und ihr Sohn Cecil zu folgen beschloss, entschied auch der Lord Baltimore, Ferryland aufzugeben. Er bemühte sich 1632 um die Belehnung mit einem Territorium weiter südlich bei Virginia, wo schließlich sein Sohn 1634 die Kolonie Maryland gründete. Viele Siedler kamen mit ihm.
Etwa acht Jahre nach der Abreise Calverts übernahm Sir David Kirke im königlichen Auftrag die Kolonie Neufundland. Sie wurde ihm als Lehen übergeben; dies als Entschädigung, weil er nach einem Friedensschluss die Beute von 13 gekaperten französischen Schiffen zurückgeben musste.
Von dem Herrenhaus, in dem einst Baltimore und Kirke in monarchistischem Prunk lebten, ist nichts mehr übrig geblieben, obwohl es sehr teuer gewesen war. 1673 wurde das Gebäude zerstört, als die Holländer Ferryland plünderten. Die Nähe des Meeres und die ungeschützte Lage während der Winterstürme reduzierten die Überbleibsel auf einen Haufen Ruinen. Sie dienten später den Fischern als Steinbruch.

## Gegenwart
Der Zensus im Jahr 2016 ergab für die Gemeinde eine Bevölkerungszahl von 414 Einwohnern. In den vorangegangenen Zensus 2001, 2006 und 2011 betrug die Einwohnerzahl noch 607, 529 bzw. 465. Der abnehmende Bevölkerungstrend hält an. Die Fläche Ferrylands beträgt 13,62 km². Der Ort liegt am Irish Loop, einer beliebten Reisestrecke. Die Hauptsehenswürdigkeit Ferrylands ist die Colony of Avalon, eine archäologische Ausgrabungsstätte mit angeschlossenem Museum, wo einiges aus der Vergangenheit Avalons präsentiert wird. Außerdem ist der Ort zeitweise ein Touristenmagnet, da man hier von Land aus vorbeiziehende Eisberge (manchmal mehrere hundert pro Saison) beobachten kann. Daneben hat die Stadt heute eine Funktion als Regionalverwaltungszentrum.